# Göran Norlander
Bengt Göran Norlander, född 10 november 1945 i Edsele församling i Västernorrlands län, är en svensk politiker (socialdemokrat). Han var ordinarie riksdagsledamot 1998–2006, invald för Västernorrlands läns valkrets.
Han har varit trafiklärare och ombudsman för PRO. Norlander är bosatt i Häggdånger söder om Härnösand, är gift och har två döttrar.
Norlander var riksdagsledamot 1998–2006. I riksdagen var han ledamot i justitieutskottet 2002–2006. Han var även suppleant i justitieutskottet, sammansatta justitie- och socialutskottet och socialutskottet.